# Corona del Príncipe de Transilvania

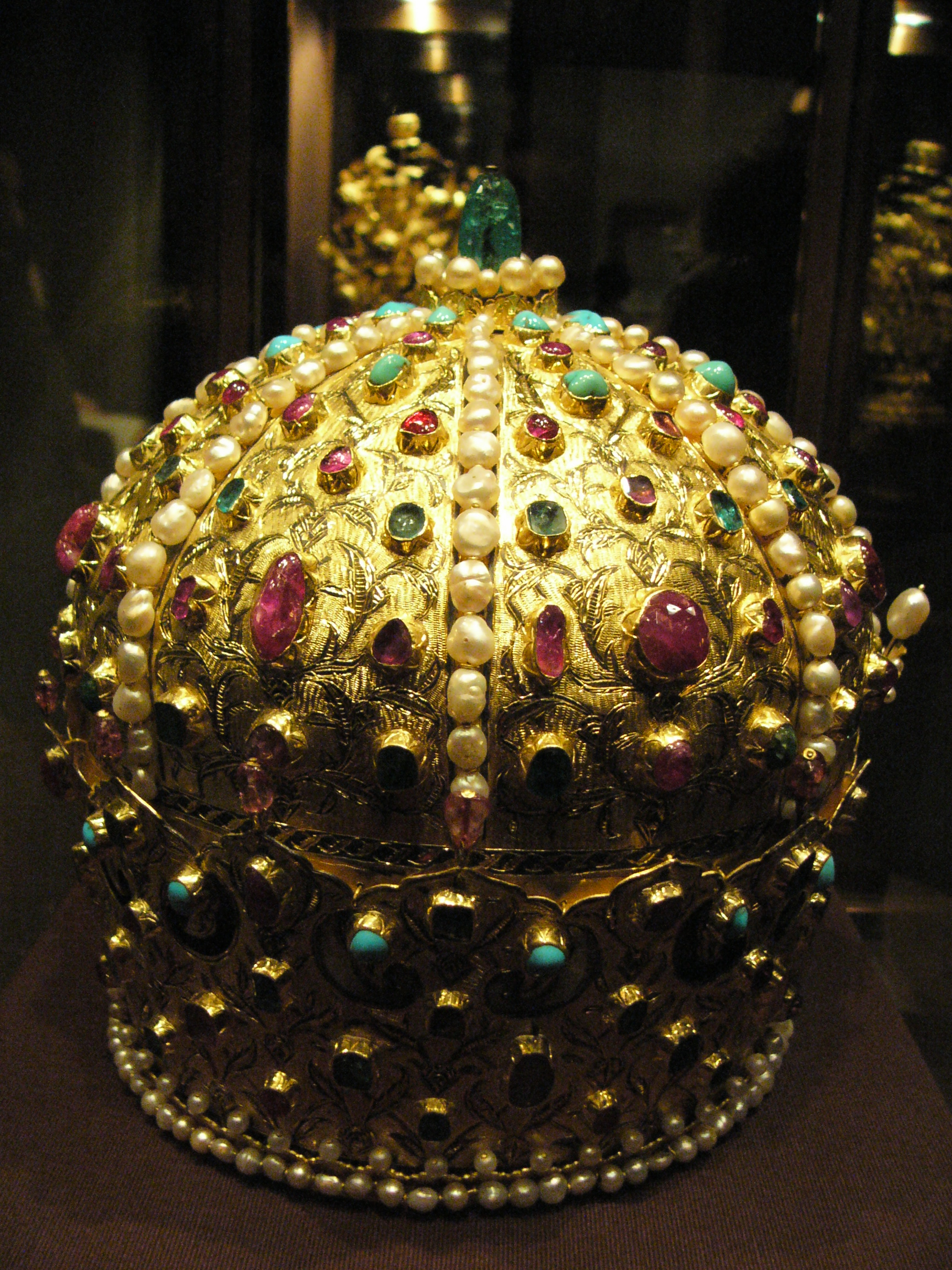
Corona de Esteban Bocksai, príncipe de Transilvania.

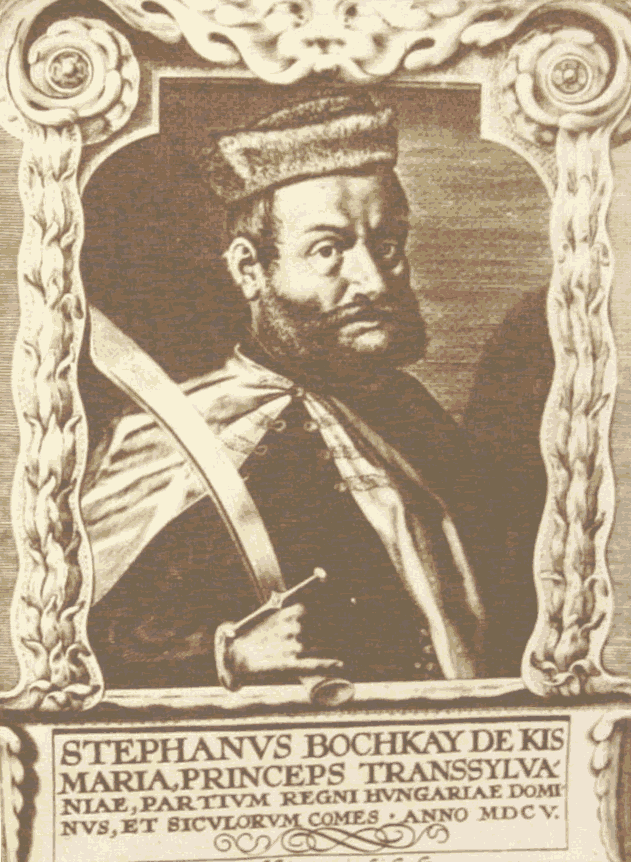
Retrato de Esteban Bocskay.

La Corona del Príncipe de Transilvania, o Corona de Esteban Bocksai, data del año 1605, y fue elaborada por orfebres otomanos en Persia, en época del Principado de Transilvania.

## Hallazgo e historia
La pieza fue un obsequio de los gobernantes del Imperio otomano, en agradecimiento por su colaboración en la lucha contra los Habsburgo a Esteban Bocskai, István Bocskai (o Bocskay) (en alemán: Bocskai István, en eslovaco Štefan Bočkaj, en rumano Ştefan Bocşa) (1 de enero de 1557 - 29 de diciembre de 1606), aristócrata húngaro y príncipe de Transilvania entre 1605 y 1606. En el año 1604 encabezó un levantamiento en contra de los Habsburgo en la Hungría Real (parte de las actuales Hungría y Croacia controladas por los Habsburgo). 

## Características
- Estilo: otomano con influencias bizantinas.
- Forma: Modelo tipo kamelaukion.
- Material: oro, gemas, perlas.

## Conservación
La pieza se halla expuesta en la Schatzkammer (Cámara del Tesoro) del Palacio Imperial de Hofburg, ubicado en Viena, (Austria) ciudad a la que llegó en el año 1609, después de la muerte del príncipe de Transilvania.